# Himantopus
Genre
Le genre Himantopus regroupe cinq espèces de limicoles appartenant à la famille des Recurvirostridae.

## Liste des taxons
D'après la classification de référence (version 14.1, 2024)de l'Union internationale des ornithologues, il y a 2 espèces du genre Hesperoburhinus (ordre philogénique) :
- Himantopus himantopus (Linnaeus, 1758) – Échasse blanche ;
- Himantopus leucocephalus Gould, 1837 – Échasse d'Australie ;
- Himantopus mexicanus (Müller, PLS, 1776) – Échasse d'Amérique ;
- Himantopus melanurus Vieillot, 1817 – Échasse à queue noire ;
- Himantopus novaezelandiae Gould, 1841 – Échasse noire.